# Orden del Ouissam alaouite
«SM el Rey recibe al nuevo Embajador del Reino Unido en Marruecos». www.mapnews.ma. Consultado el 12 de octubre de 2024.
La Orden del Ouissam alauita —o Wissam— es una orden honoraria marroquí creada el 11 de enero de 19131 (2 más de 1331 d. H.), entonces bajo el nombre de Orden del Ouissam Cherifian alauita, poco después del establecimiento del protectorado francés. y bajo el reinado de Moulay Youssef. Al igual que la Orden del Trono de Marruecos, la Orden alauí de Ouissam se considera el equivalente de la orden nacional de la Legión de Honor en Francia. Para que conste, el mariscal Lyautey sólo llevaba en su uniforme completo, debajo de la medalla militar, las dos placas de la Gran Cruz de la Legión de Honor y la Cherifian Ouissam alauita.

## Organización

### Administración de pedidos

#### Consejo de orden
El consejo de la orden incluye: El Ministro de la Casa Real, como Gran Canciller. El director de protocolo real y de la cancillería, como adjunto del gran canciller.
Seis miembros en representación de cada una de las órdenes del Reino.
Los miembros del consejo de la orden son elegidos por el Rey, por recomendación del Gran Canciller, entre los miembros de las órdenes nacionales que ostenten al menos el rango de 2ª clase. Son nombrados por tres años mediante real decreto. Los miembros salientes podrán ser reelegidos.

#### Atribución
Al consejo de la orden le corresponde:
1. Velar por el cumplimiento de los estatutos y reglamentos relativos a los pedidos.
2. Verificar si las propuestas de nominación o ascenso se ajustan a la legislación vigente y elaborar una lista de las propuestas seleccionadas de acuerdo con los principios fundamentales de las órdenes.
3. Dar su opinión sobre las sanciones disciplinarias que deben imponerse a los miembros de la orden y sobre todas las cuestiones sobre las cuales el Gran Canciller considere útil consultarle.

#### La Gran Cancillería
Los órdenes del Reino definidos anteriormente constituyen el orden nacional del Reino. Esta orden es administrada por un gran canciller, asistido por un diputado y un consejo de la orden.
Este consejo tiene personalidad jurídica, su presupuesto está incluido en el presupuesto de la Casa Real.
Las operaciones incluidas en el presupuesto de la orden se realizan bajo la responsabilidad de un contable dependiente de la Comisión Nacional de Auditoría.

#### El Gran Canciller
El Gran Canciller tiene la autoridad exclusiva para representar el orden nacional del Reino en todas las circunstancias y, en particular, ante los tribunales del orden judicial y administrativo.
En particular, ejerce todas las acciones relativas a los derechos y prerrogativas de los miembros del orden nacional.
El gran canciller preside el consejo de la orden. Siempre es reemplazado por su suplente.
En caso de ausencia o incapacidad, la presidencia está asegurada por el miembro de mayor antigüedad del consejo de la orden, titular de la clase más alta de una de las órdenes.
El Gran Canciller presenta al Rey los informes y proyectos relativos a las órdenes del Reino. También presenta solicitudes de nombramiento o ascenso a las órdenes.
El director del protocolo real y de la cancillería dirige, bajo la autoridad del Rey, la administración central de la gran cancillería.
Tiene delegación general y permanente para firmar, en nombre del Gran Canciller, todos los actos, órdenes y decisiones, a excepción de las declaraciones hechas en nombre del consejo de la orden.
Proporciona la secretaría general del consejo de la orden y la gestión de los servicios administrativos.
Podrá ser sustituido por el jefe de protocolo real o por uno de sus miembros con rango de agregado para el desempeño de las funciones de secretaría general.

El Gran Canciller Adjunto presta el siguiente juramento al asumir su cargo:
- Juro ante Dios ser fiel a mi religión, a mi patria y a mi Rey, estampar el sello únicamente a las patentes cuyo mérito de los titulares haya sido debidamente anotado según decisión del consejo de la orden y previa previa acuerdo de Su Majestad el Rey, Gran Maestre de la orden, y defender los derechos y privilegios otorgados por la ley a las personas condecoradas con órdenes nacionales y cumplir mi misión con honestidad e integridad.
El adjunto del gran canciller es el custodio del sello de la orden. Bajo la autoridad del Rey, dirige los trabajos del consejo de la orden y los de los servicios administrativos. Depende directamente de Nuestra Majestad, Gran Maestre de las Órdenes, quien puede solicitarle que sea oído por el Consejo de Ministros cuando se trata de cuestiones relativas a las Órdenes.
Se lleva a cabo en la Gran Cancillería:
1. Un registro general de patentes establecido por orden cronológico.
2. Un directorio alfabético general de personas condecoradas.
3. Un directorio alfabético de personas condecoradas en cada clase de las distintas órdenes.
4. Un inventario que muestre los ingresos de cada grado de los diferentes pedidos y los gastos incurridos por cuenta de los beneficiarios de los pedidos.

## Nombramiento y ascenso
La distinción o condecoración del Ouissam alauita se sigue concediendo hoy en día, pero está reservada a personalidades extranjeras que han prestado eminentes servicios al Reino: ministros, parlamentarios, diplomáticos. Los destinatarios son nombrados, promovidos o elevados por dahir (decreto) del Rey de Marruecos, que es el gran maestre de la orden y el único que otorga la insignia de la dignidad de gran cordón.

### Requisitos
Para ser nombrado miembro de la última clase de uno de los órdenes nacionales es necesario ser mayor de edad y gozar de sus derechos civiles y políticos.
Nadie podrá ser promovido al grado superior si no tiene al menos cinco años de antigüedad en el grado inmediatamente inferior.
Sin embargo, las condiciones previstas en este artículo podrán renunciarse si el candidato demuestra servicios excepcionales y si el consejo de la orden emite un dictamen favorable sobre esta promoción.

### Modalidades
Un decreto fija, el 1 de enero de cada año, la cuota anual de las diferentes órdenes, por orden y por clase, que se distribuirá entre los ministerios y la cancillería.
Estas cuotas deberán establecerse teniendo en cuenta los números limitados establecidos en el artículo anterior.
Se podrán conceder citas y promociones fuera de las fechas anteriormente señaladas para premiar servicios o en circunstancias excepcionales.
El importe de los honorarios de cancillería se fija de la siguiente manera:
Clase excepcional (Gran Cordon): 100 DH.
1.ª clase (Gran oficial): 75 DH.
2.ª clase (Comandabor): 50 DH.
3.ª clase (Oficial): 25 DH.
4.ª clase (Caballero): 20 DH.

#### Recibo de orden y certificado de nombramiento
Todo candidato a la orden que no haya pagado los honorarios de cancillería al tesoro general dentro de los seis meses siguientes al día en que fue informado de su admisión a una orden será privado de sus derechos y no se le podrá renovar ninguna solicitud. su favor antes de cinco años, a menos que se demuestre debidamente que se encontraba fuera de Marruecos o que su dirección era incompleta o desconocida.
La exención de los honorarios de cancillería podrá ser concedida por el Gran Canciller, previo dictamen del consejo de la orden, debido al carácter excepcional de los servicios prestados o a la situación personal de los interesados.

## Casos particulares

### Disciplina
Cualquier miembro de una de las órdenes del Reino que haya cometido un delito contra el honor o que haya sido condenado a una pena penal o correccional estará sujeto a sanciones disciplinarias.
Las sanciones disciplinarias son:
1. Culpa.
2. Suspensión.
3. Inhabilitación.
Los dos primeros son pronunciados por el gran canciller, previa aprobación del consejo de la orden. La notificación se realiza al interesado y a las autoridades que remitieron el caso al Gran Canciller.
Después de información y acuerdo de Nuestra Majestad, se retira la patente y se hace la cancelación en los registros de la Gran Cancillería con indicación de la fecha del decreto y de las razones que han motivado esta medida.
Los abogados de Nuestra Majestad, los procuradores generales y los comisarios del gobierno en los tribunales militares están obligados a informar sin demora a la Gran Cancillería de cualquier procesamiento y condena contra los miembros de una de las órdenes del Reino.
En caso de condena, se acompañará al informe copia de la sentencia o fallo.
Los gobernadores, bajás y caídes, y en el extranjero, los embajadores, los ministros plenipotenciarios y los cónsules, están obligados a informar a la Gran Cancillería, el primero a través del Ministerio del Interior y la segunda a través del Ministerio de Asuntos Exteriores, de todos los actos graves de los que sea miembro de una de las órdenes del Reino es culpable y que podría dar lugar a la aplicación contra él de las sanciones disciplinarias previstas en el artículo 80 anterior.
Una vez recibidas las notificaciones previstas en los artículos 81 y 82, el Gran Canciller informa de los hechos al Consejo de la Orden mediante un informe sucinto y ordena que se lleve a cabo una investigación.
Si se determinan los hechos alegados, remitirá el expediente al consejo de la orden que inscribirá el asunto en el orden del día de su reunión más próxima.
El Gran Canciller informa al interesado de la apertura de un procedimiento disciplinario en su contra, indicando los motivos. Al mismo tiempo, se le invita a presentar explicaciones en el plazo de un mes mediante un memorando elaborado por él o su abogado.
Uno de los miembros del consejo de la orden redacta un informe sobre las medidas disciplinarias que se deben adoptar contra el interesado.
El consejo del orden emite dictamen visto el expediente completo, las penas impuestas no pueden ser mayores a las solicitadas por el relator.
Si el relator solicita la destitución, el dictamen deberá ser aprobado por las dos terceras partes de los miembros del consejo antes de ser sometido a Nuestra Majestad para su consideración.
Si el consejo emite una notificación de despido, se notifica al interesado y a las autoridades que iniciaron el procedimiento.
La exclusión de una de las órdenes del Reino conlleva la retirada definitiva del derecho a llevar las insignias y cualquier condecoración marroquí o extranjera.
La amonestación podrá ir acompañada de una suspensión provisional de los derechos y prerrogativas de la orden objeto de esta medida.

## Clases
La orden tiene cinco clases con cuotas anuales.

#### Rangos
- Caballero (3000 destinatarios máximos)
- Oficial (1.500)
- Comendador (400)

#### Dignidades
- Gran Oficial (máximo 80 destinatarios)
- Gran cordón (nombre que permanece como en el texto fundacional de 1913, dignidad equivalente a la de gran cruz en las grandes órdenes occidentales)

| Cintas (1913-1934) | Cintas (1913-1934) | Cintas (1913-1934) | Cintas (1913-1934) | Cintas (1913-1934) |
| ------------------ | ------------------ | ------------------ | ------------------ | ------------------ |
| Caballero          | Oficial            | Comendador         | Gran Oficial       | Gran cordón        |

## Titulares

### Gran cordón
1916
- Henri Gouraud: residente general interino de Francia en Marruecos.[1]

1920
- Mustapha Dinguizli: Ministro de la Pena tunecino.[2]

1922
- Laurent Eynac: subsecretario de estado de aeronáutica francés.

1926
- José Sanjurjo: Alto Comisario de España en Marruecos.[3]

1927
- Si Ahmed Jai: visir de los habous marroquí.

- Omar Tazi: visir de las fincas marroquí.

1929
- Hédi Lakhoua: Ministro de la Pluma de Túnez.

- youssif kadjouj: director de protocolo del Bey de Túnez.

- M'hammed Belkhodja: gobernador de Bizerta.

1930
- Louis-Athanase Dubois: contraalmirante francés.

- André Maginot: Ministro de Guerra francés.
- Jacques-Louis Dumesnil: Ministro de Marina francés.
- Louis Rollin: Ministro de la Marina Mercante francés.

- Léon Baréty: Subsecretario de Estado de Presupuesto francés.

1931
- Luciano López Ferrer: Alto Comisario de la República Española en Tetuán.

1941
- Charles Platon: almirante francés.

1943
- Dwight D. Eisenhower: general estadounidense.
- George C. Marshall: Jefe de Estado Mayor del Ejército de los Estados Unidos.
- George Patton: general estadounidense.

1945
- Jean de Lattre de Tassigny: general francés.
- Antoine Béthouart: general francés.
- Émile Bollaert: comisario regional de la República en Estrasburgo.

1946
- Edmond Michelet: Ministro de las Fuerzas Armadas.
- Philippe Leclerc de Hauteclocque: general francés.
- Vincent Auriol: presidente de la república francesa.

1950
- De Blesson: delegado general en la residencia.

1952
- Jacques Gavini: Secretario de Estado de Marina.
- Roger Duchet: Ministro de Correos francés.

1953
- Matthew Ridgway: Comandante Supremo Aliado en Europa.

- Louis Christiaens: Secretario de Estado del Aire.

1954
- William Fechteler: almirante estadounidense.
- Carleton H. Wright: almirante estadounidense y comandante en jefe de las Fuerzas Aliadas del Atlántico
- Georges Hutin: secretario general del protectorado.
- Ludovic Chancel: delegado en la residencia general.[4]
- Jacques Chevallier: Secretario de Estado de Guerra francés.

1955
- Pierre July: Ministro de Asuntos de Túnez y Marruecos.
- Gilbert Grandval: residente general de Francia en Marruecos.
- André-Louis Dubois: residente general de Francia en Marruecos.
- Pierre Boyer de Latour du Moulin: residente general de Francia en Marruecos.
- Jacques-Louis Murtin: comandante aéreo en Marruecos.
- Burgund: general francés y alto comandante de las tropas francesas en Marruecos[5]’.
- Abd El Majid Mahmoud: Ministro de Estado de Irak.

- Hassan El Bakouri: Ministro egipcio del Wakfs.
- Émile Roche: presidente del consejo económico.

- Si Sayed Hassan Ibrahim: Ministro de Estado de Yemen.

1956
- Rafael García Valiño: Alto Comisario de España en Marruecos.

1957
- Eduardo González-Gallarza: Ministro español del Aire.
- Habib Bourguiba: Presidente de Túnez.
- Giorgio La Pira: alcalde de Florencia.
- Louis Massignon: islamólogo francés.[6]

1962
- Roger Seydoux: embajador de Francia en Marruecos.[7]

1970
- Jacques Gillet : médico frances.[8]

1980
- David C. Jones: Jefe del Estado Mayor de la Fuerza Aérea de los Estados Unidos.

1988
- William Henry Draper III: administrador del Programa de las Naciones Unidas para el Desarrollo.[9]
- Aníbal Cavaco Silva: Primer ministro Portugués.

1990
- Colin Powell: presidente del Estado Mayor Conjunto de los Estados Unidos[10]

1992
- Jacques Lanxade: Jefe del Estado Mayor de los Ejércitos.[11]

1993
- Édouard Balladur: Primer ministro de Francia[12]’.[13]

1994
- Philippe Morillon : general francés.

1995
- Camille Cabana : presidente del círculo de amistad franco-marroquí.

1996
- Helmut Kohl : canciller de la República Federal de Alemania.[14]
- Philippe Séguin : Presidente de la Asamblea Nacional francesa.
- José María Aznar : Presidente del Gobierno de España.[15]

1997
- Lionel Jospin : Primer ministro de Francia.

1999
- James Gustave Speth : administrador del Programa de las Naciones Unidas para el Desarrollo.
- Atal Bihari Vajpayee: Primer ministro de la India.

2000
- Sepp Blatter : presidente de la FIFA.
- Nicole Fontaine : presidenta del Parlamento Europeo.

2001
- Doudou Sala Diop : embajador de Senegal en Marruecos.
- Eduardo Ndoung Elo Nsang : embajador de Guinea Equatorial en Marruecos.
- Suchat Prachimdhit : embajador de Tailandia en Marruecos.
- Indrajit Singh Rathor : embajador de India en Marruecos.
- Suleiman Ibrahim All Marjan : embajador de Kuwait en Marruecos.
- Jordi Pujol : Presidente de la Generalidad de Cataluña.

2002
- Michel de Bonnecorse : embajador de Francia en Marruecos.
- Husein Naci Akinci : embajador de Turquía en Marruecos.

2003
- James Wolfensohn : Presidente del Banco Mundial.
- Allan Wagner Tizon : Ministro de Relaciones Exteriores del Perú.
- Mahmoud Ben Ali Ben Mohamed Al Rahma : embajador de Oman en Marruecos.
- Isabel Allende : Presidente de la Cámara de Diputadas y Diputados de Chile.
- Moustapha Hassan Moustapha : embajador de Libano en Marruecos.
- Mustapha Kamal Mohamed : embajador de Baréin en Marruecos.

2004
- Jalifa bin Salman Al Jalifa: primer ministro del Baréin.[16]
- James Wolfensohn: Presidente del Banco Mundial.[17]
- Edith Lucie Bongo: primera dama de Gabón.
- Mohammad Daoudiyeh: ex embajador de Jordania en Marruecos.
- Ántero Flores-Aráoz: presidente del Congreso de la República del Perú

2005
- Wu Bangguo: presidente del Comité Permanente de la Asamblea Popular Nacional.
- Boualem Bessayah: embajador de Argelia en Marruecos.
- Cristina Sunes-Noppen: embajador de Bélgica en Marruecos.
- Wajih Hassan Ali Kassem (Abou Marouane): embajador de Palestina en Marruecos.

2006
- Óscar Maúrtua: Ministro de Relaciones Exteriores del Perú.
- Siriwat Suthigasame: embajador de Taïlandia en Marruecos.
- Mamadou Saliou Sylla: embajador de Guinea en Marruecos.

2007
- Ahmed Ben bella : ex Presidente de Argelia.
- Maersk Mc Kinney Moller : directivo y propietario del grupo AP. Moller Maersk.
- John Danilovich : presidente de la MCC.
- Carlos Ghosn : presidente de Renault y de Nissan.
- Issa Hamad Abou Chihab : embajador de Emiratos Árabes Unidos en Marruecos

2008
- Dominique Strauss-Kahn: Director gerente del Fondo Monetario Internacional.[18]
- Armand de Decker: Presidente del Senado de Bélgica.[19]
- Arne Aasheim: embajador de Noruega en Marruecos.[20]
- Alexandre Tokovinine: embajador de Rusia en Marruecos.
- Mauricio Torbay Hachem: empresario venezolano.[21]
- Carlos Alberto Simas Magalhaes: embajador de Brasil en Marruecos[22]

2009
- Thomas Riley: embajador de Estados Unidos en Marruecos.

- Cheyakh Ould Ely: embajador de Mauritania en Marruecos.
- Saleh Bekkari: embajador de Túnez en Marruecos.
- Jean-François Thibault: embajador de Francia en Marruecos.
- Kobina Annan: embajadora de Ghana en Marruecos.
- Hassan Abdelkader: embajador de Palestina en Marruecos.
- Georgios Georgountzos: embajador de Grecia en Marruecos.
- Kadri Fathi Abdelmottalab: embajador de Egipto en Marruecos.
- Vercauteren Drubbel: embajador de Bélgica en Marruecos.
- Salah Mohamed Saoud Al-Baïjane: embajador de Koweït en Marruecos.
- Mohamad Ben Abdellah Al Farissi: embajador de Omán en Marruecos[23]

- Adolfo Zaldivar: Presidente del Senado de Chile.[24]
- Paulette Brisepierre:: presidente de honor del Grupo de Amistad Francia-Marruecos.

2011
- Issa Hayatou: presidente de la Confederación Africana de Fútbol.[25]
- Al Waleed Bin Talal: príncipe de Arabia Saudita.[26]
- Vasile Gheorge Popovici : ex embajador  de Rumania en Marruecos.[27]
- Luis Planas ex embajador de España en Marruecos.[28]
- Ibou Ndaye: ex embajador de Senegal en Marruecos.[29]
- Charles Aké Tchimou: ex embajador de Costa de Marfil en Marruecos.[30]

2012
- Bruno Joubert: ex embajador de Francia en Marruecos.[31]
- Joao Rosa-Là: ex embajador de Portugal en Marruecos.[32]
- Saqr Moubarak Al-Mansouri: ex embajador de Qatar en Marruecos.

2013
- Khaled Ben Salmane Ben Ahmed Al Khalifa : embajador de Baréin en Marruecos.[33]
- Ahmed Hassan Sobh : embajador de Palestina en Marruecos.
- Boris Bolotine : embajador de Rusia en Marruecos.
- Shlomo Amar : Gran Rabino.
- Jean-Luc Bodson : embajador de Bélgica en Marruecos.
- Clifford Nii Amon Kotey : embajador de Ghana en Marruecos.
- Moussa Ben Hamdan Attaai : embajador de Omán en Marruecos.
- Alberto Navarro: ex embajador de España en Marruecos.

2016
- Simona Ioan: ex embajadora de Rumania en Marruecos.[34]
- Pierre Bergé: Empresario Francés.[35]

2019
- Tarek Aliev: ex embajador de Azerbaiyán en Marruecos[36]
- Abdu Razzaq Guy Kambogo: ex embajador de Gabon en Marruecos.[37]

2020
- Sladjana Prica Tavciovska: ex embajadora de Serbia en Marruecos.[38]

2021
- Fernando Affonso Collor de Mello: ex presidente brasileño.[39]

2023
- Klaus Kogeler: ex embajador de Austria en Marruecos[40]

2024
- Idrissa Traoré: ex embajador de Costa de Marfil en Marruecos.[41]
- Astanah Abdul Aziz: ex embajadora de Malasia en Marruecos[42]
- Nell Stewart: ex embajadora de Canadá en Marruecos.[43]

### Gran Oficial
1920
- Sabino Rinella : consul general de Italia en Tanger.
- Khelil Bouhageb: Presidente del Ayuntamiento de Túnez.
- Chedly El Okby: gobernador de Cap-Bon y Nabeul.

1926
- Duvernoy : secrétario general del Protectorado de Francia en Marruecos.[44]
- Bertrand: general francés y comandante de las tropas de la costa.

1930
- Henri Gamard : députado francés.

1999
- María Emma Mejía: exministra de relaciones exteriores de Colombia.

2004
- Mohammed Bin Hammam : presidente de la Confederación Asiática de Fútbol.
- Luis Javier Gonzales Posada Eyzaguirre: presidente del Grupo de amistad parlamentaria marroquí-peruano.

2006
- José Manuel de Carvalho Lameiras : embajador de Portugal en Marruecos.[45]

2007
- Gerhard Deiss : embajador de Austria en Marruecos.
- Akin Algan : embajador de Turquía en Marruecos.
- Christine Lagarde : Ministra de Economía, Finanzas y Empleo de Francia.

2009
- Brice Hortefeux: ministro francés del trabajo, de relaciones Sociales, de la familia, de la solidaridad y de la ciudad.[46]
- Pierre-Marie Guisolphe: embajador de la Orden Soberana Militar de Malta en Marruecos.
- Bruno Dethomas: jefe de la delegación de la comisión europea en Marruecos.[47]
- Yahia Abdeljalil Mahmoud: Embajador de Sudán en Marruecos.

2017
- Dwight L. Bush: embajador de EEUU en Marruecos.[48]
- Carlos Manuel Alfredo Velasco Menidiola : ex embajador de Perù en Marruecos.
- Luis María Linde: gobernador del Banco de España.

2020
- Alex Geiger Soffia: ex embajador de Chile en Marruecos.[49]
- Yeshi Tamrat Bitew: ex embajadora de Etiopía en Marruecos.[50]

### Comendador
1948
- Marcel Cerdan: boxeador francés.[51]

2021
- Berenice Owen Jones: ex embajadora de Australia en Marruecos.[52]
- Grecia Fiorda Pichardo De Camps: ex embajadora de la República Dominicana en Marruecos.[53]
- Mónica Renata Bolaños Pérez: ex embajadora de la República de Guatemala en Marruecos.[54]
- Darm Boontham: ex embajador tailandés en Marruecos.[55]

2022
- Takashi Shinozuka: ex Embajador de Japón en Marruecos.[56]

### Caballero
2012
- Margarita Obank: directora de la revista británica "Banipal"
- Bassam Kourdi: responsable de las ediciones del centro árabe cultural de Casablanca.[57]